# 쿠만인
쿠만인은 중세에 동유럽 스텝 지역에 살던 유목민족으로, 오늘날의 카자흐스탄 북부에서 동유럽까지 걸친 넓은 초원 지대에 퍼져 살았다. 본래 중앙아시아 출신의 튀르크계 민족으로, 킵차크인과 함께 쿠만-킵차크 연맹이라는 정치체제를 이루었다. 이들은 루스 기록에서는 폴로브치(Половцы), 유럽 기록에서는 쿠만(Cumania), 어떤 기록에서는 킵차크로 언급된다.

## 개요
페체네그인과 연관이 있으며, 흑해 북안과 볼가강 유역에 걸친 소위 쿠마니아 지역에 주로 거주하였다. 이곳에서 캅카스 국가들과 화레즘 제국에 개입하다가 서진하여 동유럽과 발칸반도 국가들과도 영향을 주고 받았다. 이들은 수가 많고 고도의 문화를 가지고 있었으며, 군사적으로 강력하고 사나운 유목 전사 집단이었다고 전해진다. 1200년대까지 킵차크 부족들과 연합하여 쿠만-킵차크 연맹을 구성했다.
이후 상당수가 흑해 서안 지역에 정착하여 이곳의 다양한 국가의 정치에 영향을 미치고 일부는 지배층에 편입되기도 했다. 특히 쿠만인은 불가리아 제2제국의 건국에 중요한 역할을 했으며, 아나톨리아 반도에서 비잔틴 제국 등의 역사에도 개입했다. 1237년 몽골이 키예프 루스를 침공한 이후 많은 쿠만인들이 (수십년 전부터 이들의 정착지가 있던) 헝가리 왕국으로 망명해 정착하기도 했다. 이들은 끝내 독자적인 국가를 가지지 못하고 주변의 여러 유럽 민족이나 타타르족에 동화되어 사라졌다. 다만 오늘날에도 구 쿠마니아 지역의 여러 지명에 이들의 흔적이 남아 있다.
이들의 언어인 쿠만어는 여러 중세 문서에 기록이 남아 있으며 초기 튀르크 언어 중 가장 잘 문증되어 있다. 그 예로 가톨릭 선교사와 쿠만족의 소통을 위해 쓰인 것으로 추정되는 쿠만의 서 등이 있다.

## 같이 보기
- 킵차크인
- 크림 타타르족